# Nationalpark Hamra

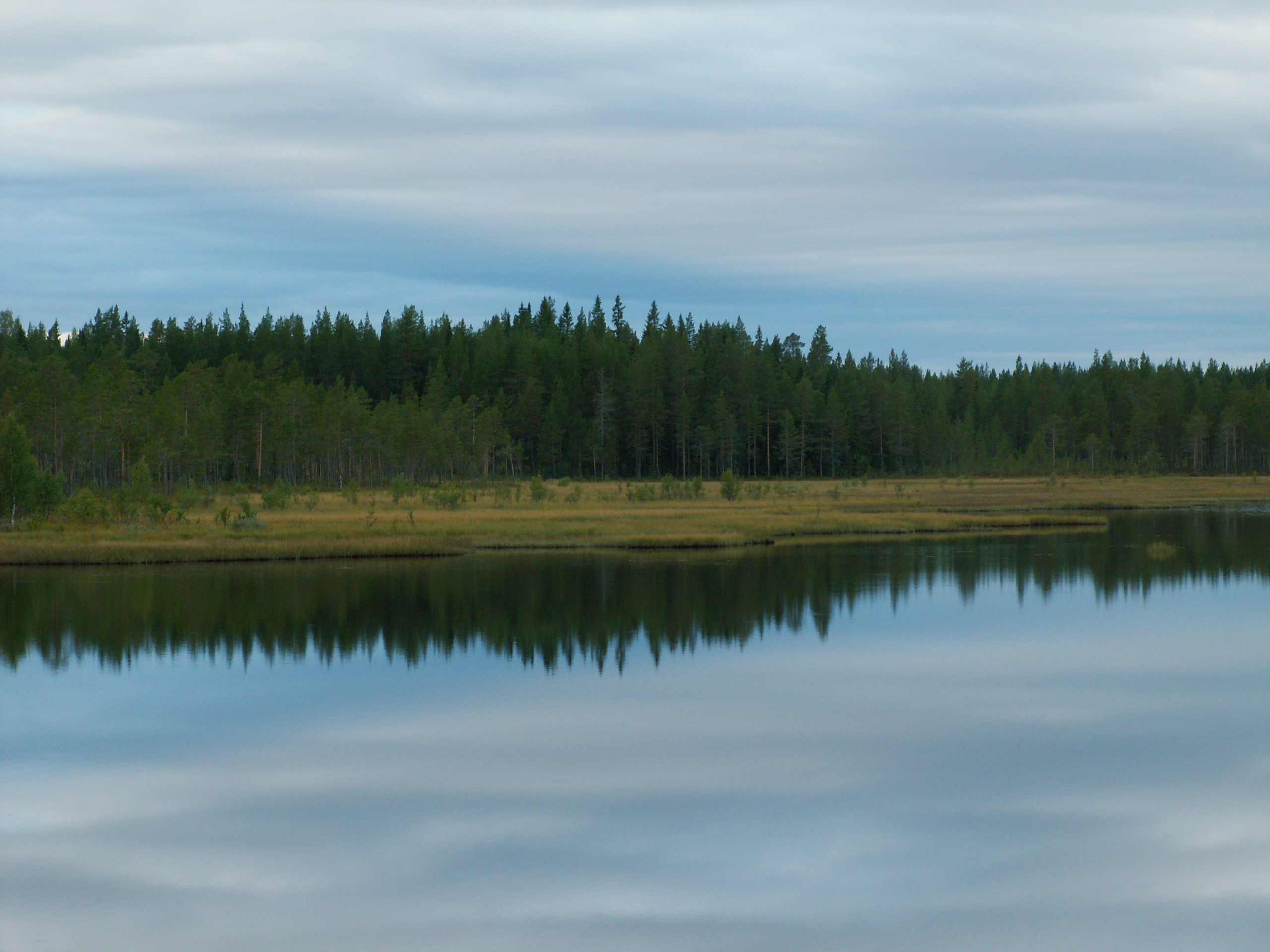
Nationalpark Hamra (2008)

Der Hamra-Nationalpark, ausgewiesen am 24. Mai 1909 und damit einer der neun ältesten Nationalparks auf dem europäischen Kontinent, liegt in der Gemeinde Ljusdal in der Orsa Finnmark. Mit seiner Größe von nur 28 Hektar war er der kleinste Nationalpark Schwedens, der 2011 auf 1383 ha erweitert wurde. Er liegt inmitten einer intensiv bewirtschafteten Gegend und bildet eine kleine unberührte Oase. Der Park liegt auf zwei flachen Moränenhügeln an dem kleinen See Näckrostjärnen. Es führt ein Rundweg durch den Park, der in den sumpfigeren Abschnitten auf Holzbohlen gelegt ist.

## Flora und Fauna
Über fast die gesamte Fläche des Parks zieht sich ursprünglicher Nadelwald. Die ältesten Fichten des Bestands sind bis zu 300 Jahre alt und teilweise von einem dichten Flechtenbewuchs bedeckt. Im Park wurden über 450 verschiedene Insekten- und Käferarten gefunden.

## Zugang
Von der Nationalstraße 81 zwischen Orsa und Sveg führt ab Fågelsjö eine Stichstraße in Richtung des Parks. Am Eingang des Parks befindet sich ein Parkplatz mit einer kleinen Schutzhütte und Informationstafeln.
Von den Haltestellen Fågelsjö und Tandsjöborg der Inlandsbahn ist der Park jeweils etwa 10 Kilometer entfernt.